# Supercoppa italiana 2003
La Supercoppa italiana 2003, denominata Supercoppa TIM per ragioni di sponsorizzazione, è stata la 16ª edizione della competizione disputata il 3 agosto 2003 al Giants Stadium di East Rutherford. La sfida è stata disputata tra la Juventus, vincitrice della Serie A 2002-2003, e il Milan, detentore della Coppa Italia 2002-2003.
A conquistare il titolo è stata la Juventus che ha prevalso per 5-3 ai tiri di rigore, dopo l'1-1 alla fine dei tempi supplementari.

## Antefatti
Alla vigilia della partita al Giants Stadium – la seconda volta della Supercoppa di Lega in terra statunitense, nonché terza assoluta fuori dai confini italiani –, gli addetti ai lavori individuarono il maggior motivo d'interesse nella rinnovata sfida tra la Juventus e il Milan, nuovamente di fronte a sessantasette giorni di distanza dalla finale di Champions League 2002-2003 che all'Old Trafford aveva visto prevalere i rossoneri ai tiri di rigore; l'incontro di East Rutherford venne quindi presentato, soprattutto in chiave bianconera, come una sorta di rivincita nei confronti dell'allora recente serata di Manchester.
Dal punto di vista regolamentare, questa fu l'unica edizione della manifestazione che, in caso di ricorso ai tempi supplementari, prevedeva la variabile del silver goal per l'assegnazione della vittoria: se una delle due squadre fosse riuscita a chiudere il primo tempo supplementare in vantaggio, si sarebbe aggiudicata direttamente il trofeo senza bisogno di disputare, ulteriormente, anche i secondi 15'.

## Partecipanti
| Squadre  | Qualificazione                         | Partecipazioni precedenti (il grassetto indica la vittoria) |
| -------- | -------------------------------------- | ----------------------------------------------------------- |
| Juventus | Vincitore della Serie A 2002-2003      | 5 (1990, 1995, 1997, 1998, 2002)                            |
| Milan    | Vincitore della Coppa Italia 2002-2003 | 6 (1988, 1992, 1993, 1994, 1996, 1999)                      |

## La partita

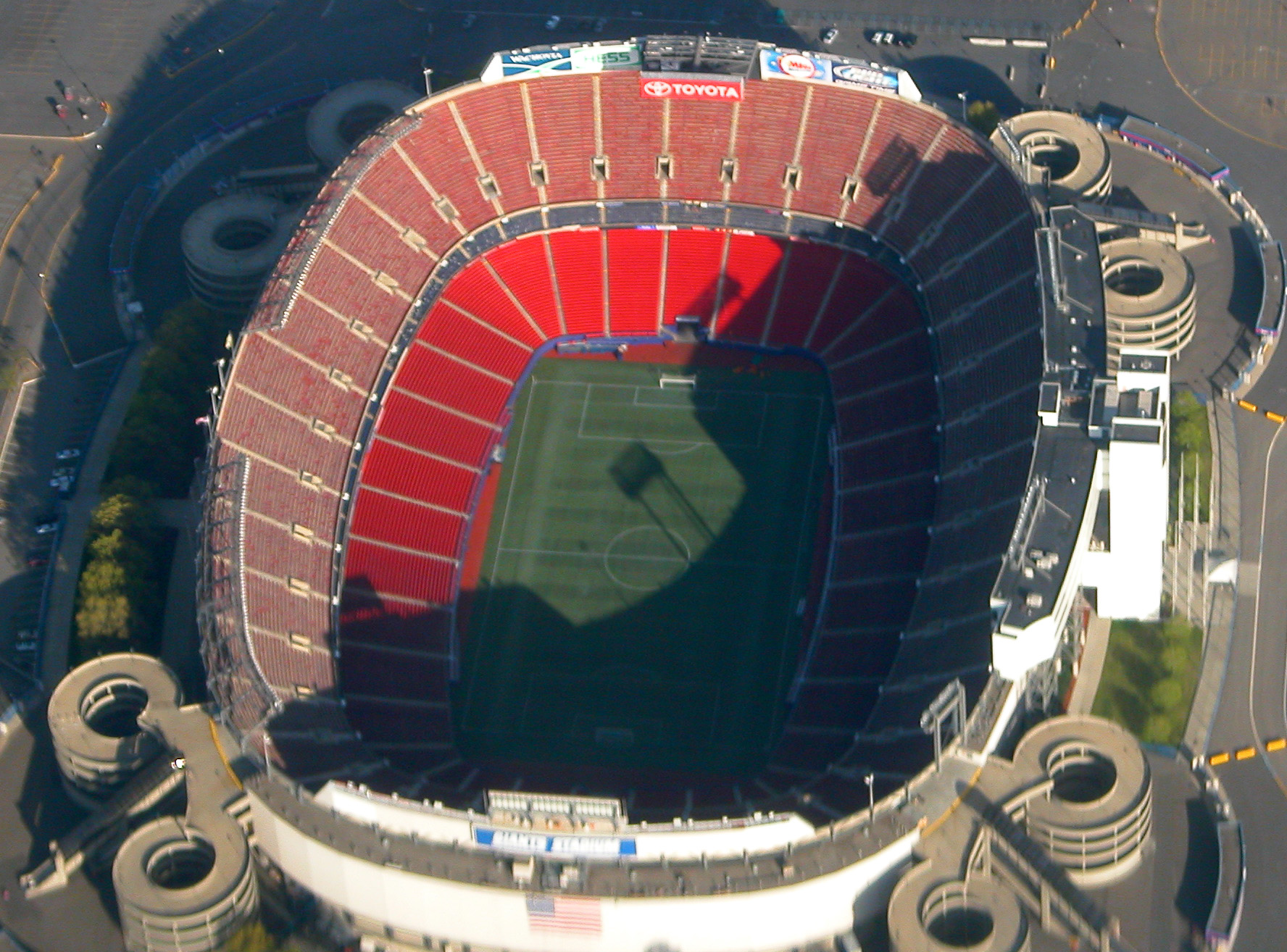
Il Giants Stadium di East Rutherford che ha ospitato la finale

L'allenatore juventino Marcello Lippi rimescolò le carte escludendo a sorpresa il centrocampista Davids dall'undici titolare, schierato con un 4-2-3-1 in cui Nedvěd, Miccoli e Del Piero – questi ultimi, sostituiti nel secondo tempo rispettivamente da Camoranesi e Di Vaio – andavano a supportare l'unica punta Trezeguet. Il tecnico milanista Carlo Ancelotti dispose invece in campo i suoi uomini quasi in formazione-tipo, con un 4-4-2 che vedeva una linea mediana a rombo, e operando l'unico cambio tra i pali dove, per premiare uno degli artefici del vittorioso cammino in Coppa Italia, schierò il secondo portiere Abbiati al posto del titolare Dida; sul finire del primo tempo, i milanesi furono poi costretti a rinunciare per infortunio a Gattuso, cui subentrò in mezzo al campo Ambrosini.
I tempi regolamentari si chiusero a reti inviolate, con le due formazioni tuttavia capaci di imbastire molte e pericolose occasioni. Nell'overtime – una prima volta assoluta per la manifestazione, essendo stato introdotto con l'edizione del 2001 – la partita si fece ancor più spettacolare. Dopo che lo juventino Zambrotta colse la traversa al 95', nel recupero del primo tempo supplementare l'arbitro Collina concesse un calcio di rigore al Milan (per un fallo di Tacchinardi su Ambrosini), trasformato con un "cucchiaio" da Pirlo due minuti dopo il 105'; quando i meneghini sembravano a un passo dallo sfruttare la regola del silver goal (sarebbe bastato loro chiudere questa frazione di gioco in vantaggio, per mettere fine alla partita e aggiudicarsi il trofeo), i bianconeri riuscirono a pareggiare in extremis nel terzo e ultimo minuto di recupero grazie a un tap-in sottoporta di Trezeguet, il quale ribatté a rete una corta respinta di Abbiati su un precedente colpo di testa di Legrottaglie.
Si proseguì pertanto con il secondo tempo supplementare, dove si segnalò solo una marcatura annullata al rossonero Inzaghi per fuorigioco, permanendo quindi la situazione di parità. Per la seconda volta nella storia della Supercoppa di Lega, la squadra vincitrice dell'edizione venne decisa ai tiri di rigore: la Juventus andò a segno con tutti i suoi giocatori, mentre per il Milan risultò decisivo l'errore di Brocchi, la cui conclusione venne parata da Buffon; la trasformazione di Ferrara consegnò così la vittoria al club torinese. I calciatori bianconeri, al loro quarto trionfo nella manifestazione, dedicarono il successo alla memoria del loro presidente Vittorio Caissotti di Chiusano, scomparso pochi giorni prima della finale.

## Tabellino
| Arbitro: | Collina (Viareggio) |

|                                                 |                      |                              |
| Trezeguet 105+3’                                | Marcatori            | 105+2’ (rig.) Pirlo          |
| Di Vaio Trezeguet Birindelli Camoranesi Ferrara | Tiri di rigore 5 – 3 | Pirlo Serginho Brocchi Nesta |

| Juventus | Milan |

### Formazioni
| Juventus:       |    |                          |     |      |
|                 |    |                          |     |      |
| P               | 1  | Gianluigi Buffon         |     |      |
| TD              | 15 | Alessandro Birindelli    |     |      |
| DC              | 23 | Nicola Legrottaglie      |     |      |
| DC              | 13 | Mark Iuliano             |     | 107’ |
| TS              | 19 | Gianluca Zambrotta       |     |      |
| CC              | 3  | Alessio Tacchinardi      | 81’ |      |
| CC              | 18 | Stephen Appiah           |     |      |
| CC              | 11 | Pavel Nedvěd             |     |      |
| AT              | 9  | Fabrizio Miccoli         |     | 53’  |
| AT              | 17 | David Trezeguet          |     |      |
| AT              | 10 | Alessandro Del Piero (c) |     | 68’  |
| A disposizione: |    |                          |     |      |
| P               | 12 | Antonio Chimenti         |     |      |
| D               | 2  | Ciro Ferrara             |     | 107’ |
| D               | 7  | Gianluca Pessotto        |     |      |
| C               | 8  | Antonio Conte            |     |      |
| C               | 16 | Mauro Germán Camoranesi  |     | 53’  |
| C               | 26 | Edgar Davids             |     |      |
| A               | 20 | Marco Di Vaio            |     | 68’  |
| Allenatore:     |    |                          |     |      |
| Marcello Lippi  |    |                          |     |      |

| Milan:          |    |                    |     |     |
|                 |    |                    |     |     |
| P               | 77 | Christian Abbiati  |     |     |
| TD              | 2  | Cafu               |     |     |
| DC              | 13 | Alessandro Nesta   |     |     |
| DC              | 3  | Paolo Maldini (c)  | 28’ |     |
| TS              | 4  | K'akhaber K'aladze |     |     |
| CAR             | 21 | Andrea Pirlo       |     |     |
| CC              | 8  | Gennaro Gattuso    |     | 45’ |
| CC              | 20 | Clarence Seedorf   |     | 77’ |
| TRQ             | 10 | Rui Costa          |     | 81’ |
| AT              | 7  | Andrij Ševčenko    |     |     |
| AT              | 9  | Filippo Inzaghi    |     |     |
| A disposizione: |    |                    |     |     |
| P               | 12 | Dida               |     |     |
| D               | 14 | Dario Šimić        |     |     |
| D               | 25 | Roque Júnior       |     |     |
| C               | 23 | Massimo Ambrosini  |     | 45’ |
| C               | 27 | Serginho           |     | 77’ |
| C               | 32 | Cristian Brocchi   |     | 81’ |
| A               | 18 | Marco Borriello    |     |     |
| Allenatore:     |    |                    |     |     |
| Carlo Ancelotti |    |                    |     |     |